# Scoliidae
Famille
Les Scoliidae sont une famille de guêpes solitaires qui parasitent les larves de coléoptères de la famille des Scarabeidae. 
On en compte environ 300 espèces à travers le monde. 

## Étymologie
Le nom de genre Scoliidae vient du grec Σκολιός, « courbe », référence au labium courbe trifide.

## Anatomie

### Anatomie interne

#### Appareil venimeux
Comme les autres Hyménoptères aculéates ou porte-aiguillons, les Scolies possèdent un appareil venimeux leur permettant de paralyser les larves d'insectes appartenant à des ordres différents, coléoptères en particulier (Scarabaeidae, Melolonthidae).
Chez toutes les espèces étudiées sur le plan histologique, cet appareil comporte une glande acide, une glande alcaline et surtout, une glande annexe ou accessoire caractéristique de la famille (Lopez),. 

## Systématique
La famille des Scoliidae a été décrite par l'entomologiste français Pierre André Latreille en 1802.

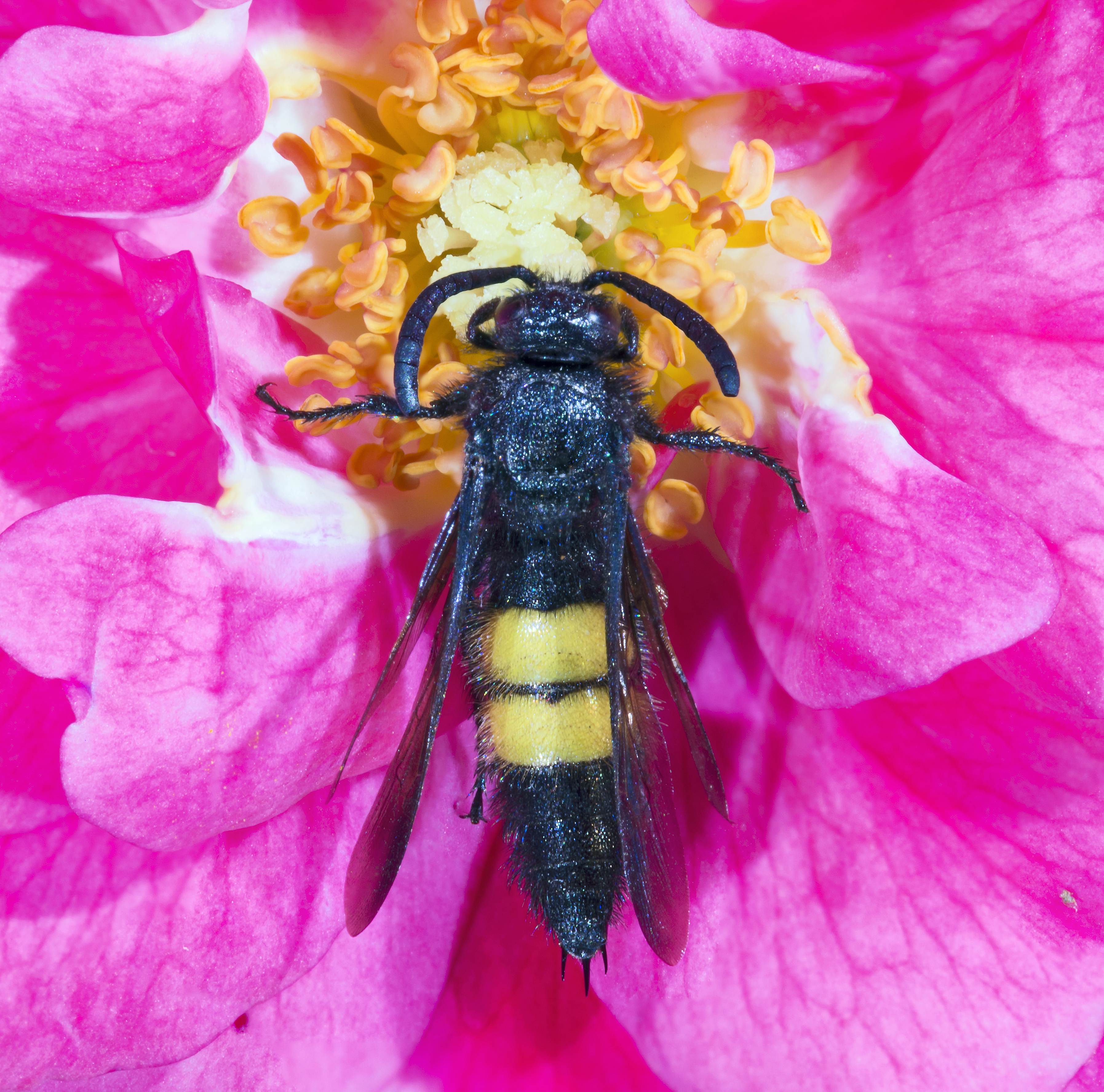
Scolia hirta
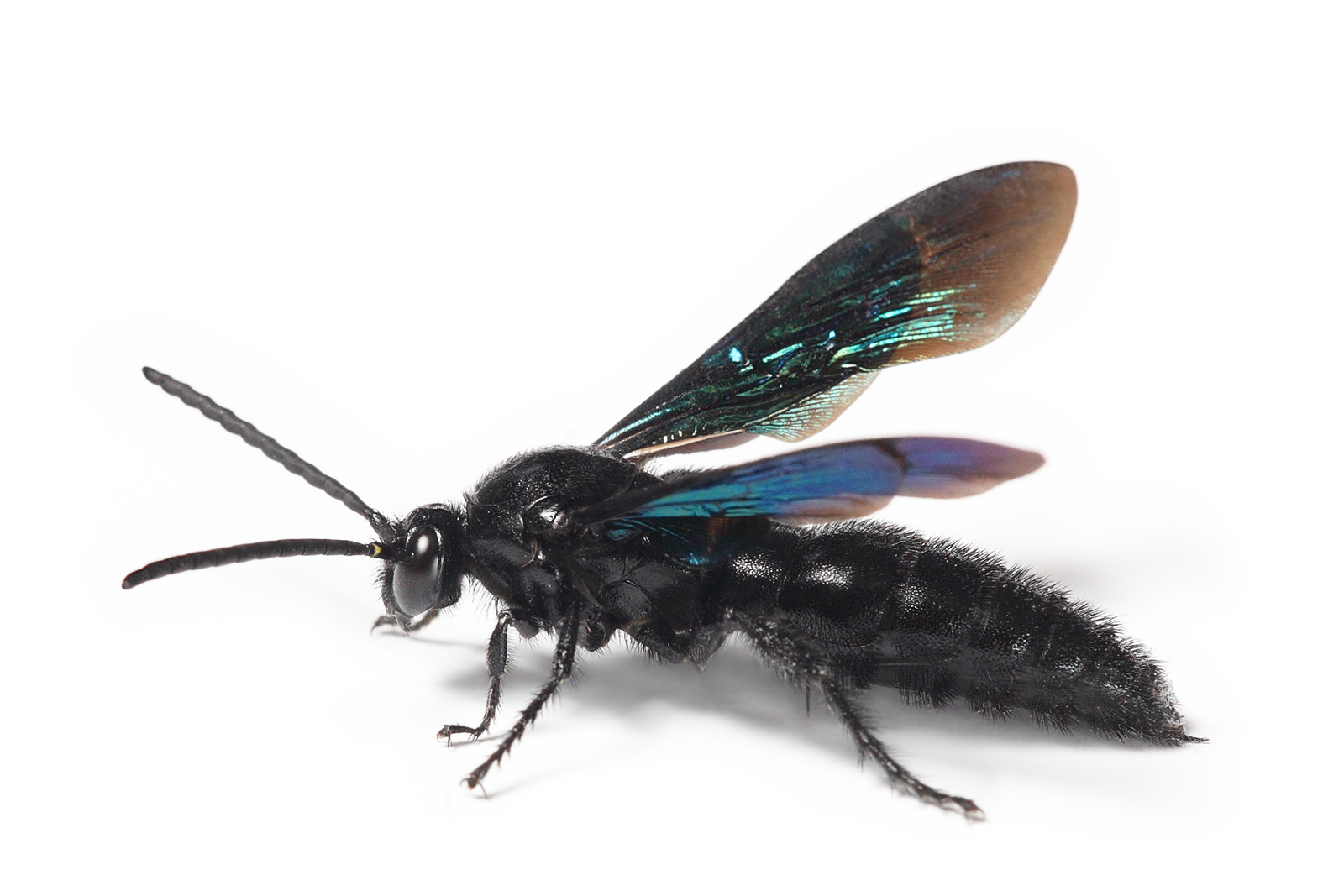
Scolia soror syn. Austroscolia soror

### Taxinomie
Cette famille se décompose en deux sous-familles :
- Proscoliinae
  - genre Proscolia Rasnitsyn, 1977
- Scoliinae
  - genre Campsomeriella Betrem, 1941
  - genre Colpa Dufour, 1841
  - genre Dasyscolia Bradley, 1951
  - genre Micromeriella Betrem, 1972
  - genre Megascolia Betrem, 1928
  - genre Scolia Fabricius 1775